# Newtonia zenkeri
Newtonia zenkeri är en ärtväxtart som beskrevs av Hermann August Theodor Harms. Newtonia zenkeri ingår i släktet Newtonia och familjen ärtväxter. Inga underarter finns listade i Catalogue of Life.